# تيمر كيتسبايا
تيمر كيتسبايا (بالجورجية: თემურ ქეცბაია)‏ (و. 1968  م) هو لاعب كرة قدم سابق، ومدرب كرة قدم، من جورجيا، لعب كلاعب وسط.

## وصلات خارجية
- Where are they now – Temuri Ketsbaia
- تيمر كيتسبايا على موقع الاتحاد الدولي (مؤرشف)  (الإنجليزية)
- تيمر كيتسبايا على موقع الاتحاد الأوربي (الإنجليزية)
- تيمر كيتسبايا على موقع قاعدة بيانات كرة القدم.إي يو (الإنجليزية)
- تيمر كيتسبايا على موقع ناشيونال فوتبول تيمز (الإنجليزية)
- تيمر كيتسبايا على موقع Soccerbase.com (لاعب) (الإنجليزية)
- تيمر كيتسبايا على موقع عالم كرة القدم.نت (الإنجليزية)